# Лебединська (станція)
Лебеди́нська — тупикова залізнична станція Сумської дирекції Південної залізниці на одноколійній неелектрифікованій лінії Боромля — Лебединська. Розташована в місті Лебедин Сумського району Сумської області.

## Пасажирське сполучення
Приміське сполучення по станції Лебединська здійснюється до станцій Суми та Ворожба.

## Галерея

Станція Лебединська
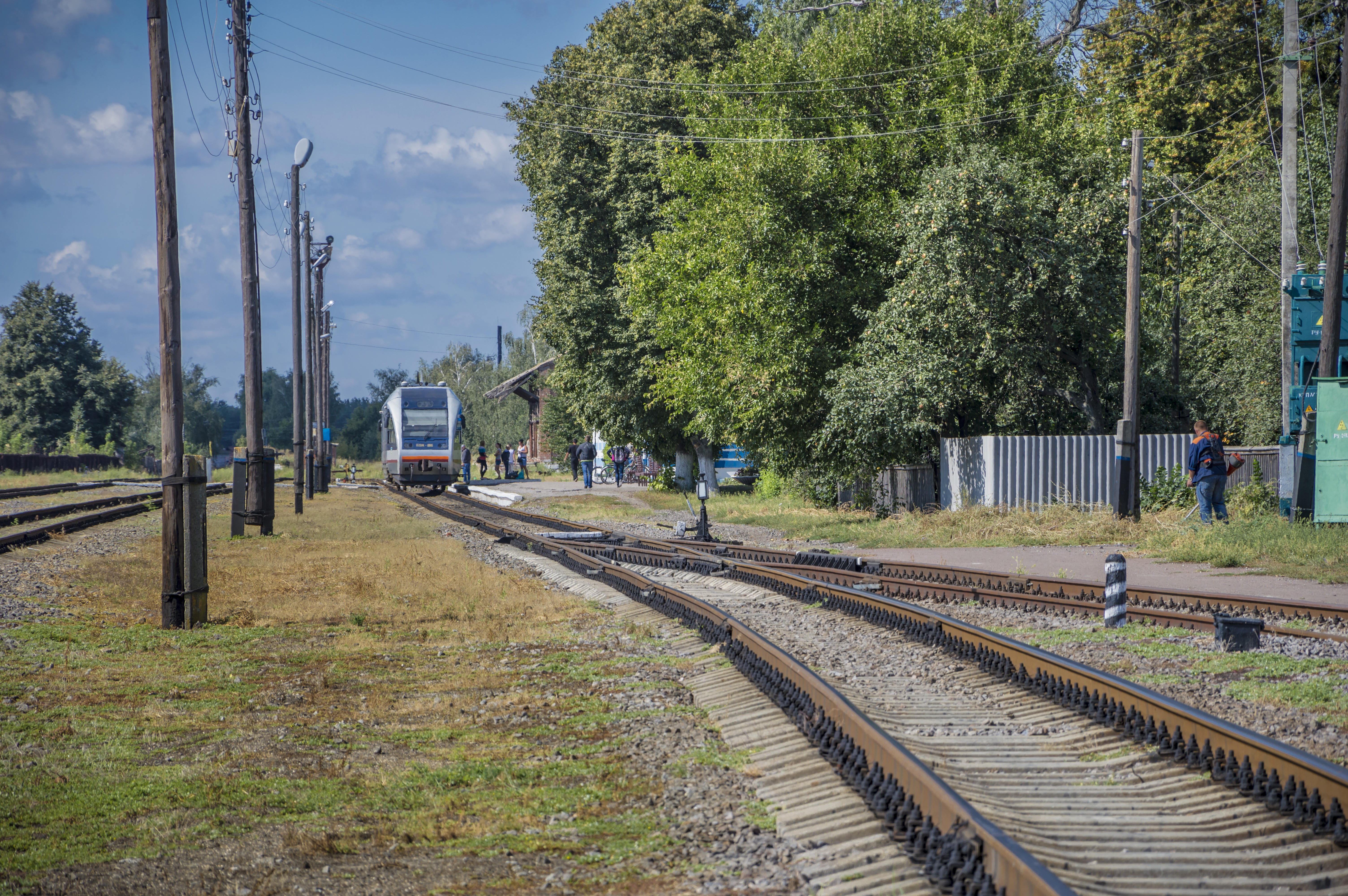
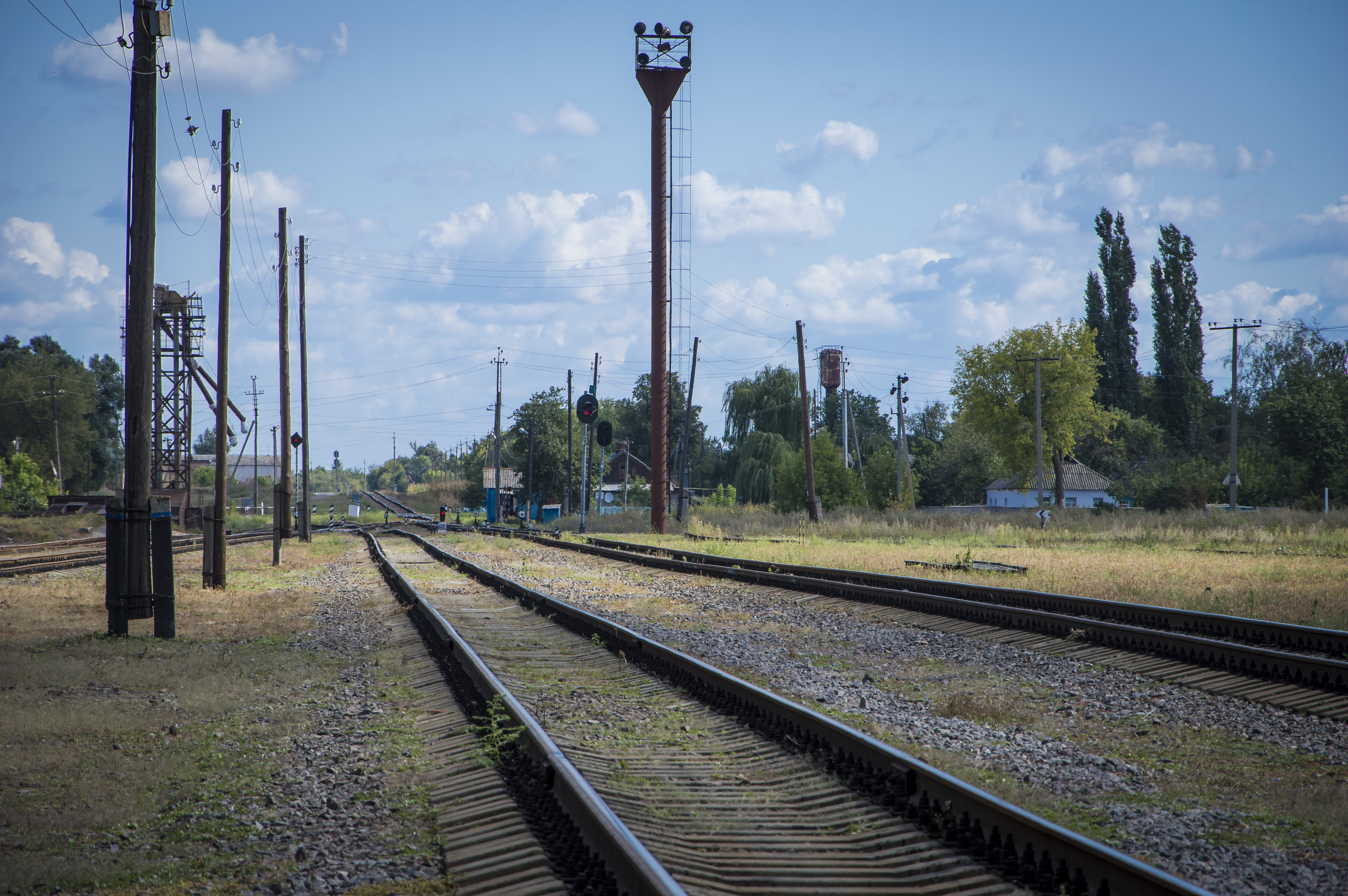
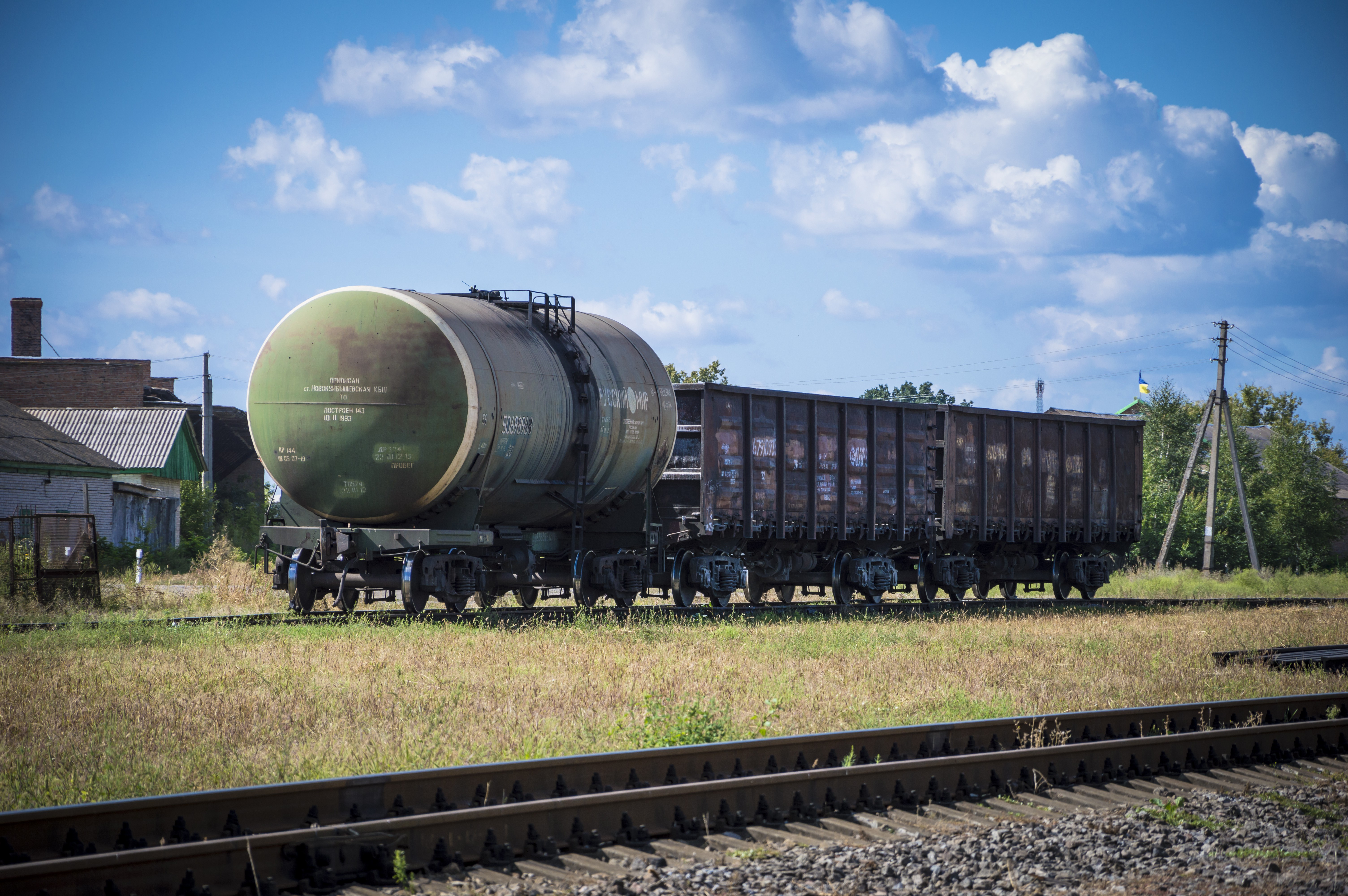